# サイバー犯罪対策室
サイバー犯罪対策室（サイバーはんざいたいさくしつ）は、かつて日本の各都道府県警察の生活安全部に設置されたサイバー犯罪対策組織。本記事ではサイバー犯罪対策課など再編後の組織についても記す。

## 概要
サイバー犯罪対策室はサイバー犯罪の取締りからサイバー犯罪予防の広報活動まで、サイバー犯罪対策に関わる多様な役割を務めた。不正アクセス、インターネット上の詐欺、名誉毀損、著作権法違反、その他の犯罪を捜査し、摘発していた。
1998年6月、警察庁はサイバー犯罪対策強化として「ハイテク犯罪対策重点推進プログラム」を公表し、「サイバーポリス」のプロジェクトを設立した。サイバーポリスの一環として警察庁は1999年4月、情報通信局にナショナルセンターの技術対策課（後の情報技術解析課）および同課内に技術センターを設置。同時期に都道府県警察本部は相次いでサイバー犯罪対策室を設置した。設立初期の各本部のサイバー犯罪対策室は、数人から数十人の規模。サイバー空間の拡大に伴い脅威も増大し、2010年代以降、室から課に再編された。近年は「サイバー犯罪対策課」以外の名称で設置・再編したり、生活安全部から分離してサイバー事案担当の新設部門に設置したりする警察本部もある。
東京都の警視庁は2011年まで2000年に設置したハイテク犯罪対策総合センター（生活安全ハイテク犯罪対策室は1998年）がサイバー犯罪対策室に該当していた。警視庁のハイテク犯罪対策総合センターをサイバーポリスと呼ぶ場合があった。2011年にサイバー犯罪対策課に格上げされた。
大阪府警察の警務部高度情報推進局サイバーセキュリティ対策課や神奈川県警察のサイバーセキュリティ対策本部のように、捜査支援などの組織が捜査組織と別の部に設置される場合もある。
各都道府県のサイバー犯罪対策の窓口では電話や電子メールでの相談・情報提供を受け付けている。サイバー犯罪対策の窓口は110番通報ではないため、緊急時はサイバー犯罪対策の窓口ではなく、110番通報が必要となる。（東京都の場合の相談と情報提供も参照）
2022年4月1日、警察庁はサイバー犯罪対策強化のため「サイバー警察局」と「サイバー特別捜査隊」を発足させた。
2023年4月に埼玉県警察はサイバー犯罪対策課をサイバー局に格上げし、啓発や被害の防止を担う「サイバー対策課」と事件の捜査を行う「サイバー捜査課」を設置した。

## サイバー犯罪捜査官
サイバー犯罪捜査官（ハイテク犯罪捜査官）は、日本全国の警察のサイバー犯罪対策部門に所属し、コンピュータやコンピュータネットワークの専門的な技能を有する警察官である。民間企業出身者もいる。
各警察本部のサイバー犯罪対策室は、サイバー犯罪捜査官らで構成される。サイバー犯罪捜査官の呼び名は各警察本部によりサイバー犯罪対策官やサイバー犯罪特別捜査官などの場合がある。
警視庁では特別捜査官のサイバー犯罪捜査官らが、サイバー犯罪対策課をはじめとするサイバー犯罪対策部門に配属されている。

## 名称別サイバー犯罪対策組織

### サイバー犯罪対策課
- 北海道警察本部生活安全部[10]
- 青森県警察本部生活安全部[11]
- 岩手県警察本部生活安全部[12]
- 宮城県警察本部生活安全部[13]
- 秋田県警察本部生活安全部[14]
- 山形県警察本部生活安全部[15]
- 福島県警察本部生活安全部[16]
- 栃木県警察本部生活安全部[17]
- 警視庁生活安全部[18]
- 千葉県警察本部生活安全部[19]
- 新潟県警察本部生活安全部[20]
- 山梨県警察本部生活安全部[21]
- 富山県警察本部生活安全部[22]
- 石川県警察本部生活安全部[23]
- 福井県警察本部生活安全部[24]
- 岐阜県警察本部生活安全部[25]
- 愛知県警察本部生活安全部[26]
- 三重県警察本部生活安全部[27]
- 滋賀県警察本部生活安全部[28]
- 奈良県警察本部生活安全部[29]
- 和歌山県警察本部生活安全部[30]
- 鳥取県警察本部生活安全部[31]
- 島根県警察本部生活安全部[32]
- 岡山県警察本部生活安全部[33]
- 広島県警察本部生活安全部[34]
- 山口県警察本部生活安全部[35]
- 香川県警察本部生活安全部[36]
- 愛媛県警察本部生活安全部[37]
- 高知県警察本部生活安全部[38]
- 福岡県警察本部生活安全部[39]
- 佐賀県警察本部生活安全部[40]
- 長崎県警察本部生活安全部[41]
- 熊本県警察本部生活安全部[42]
- 大分県警察本部生活安全部[43]
- 鹿児島県警察本部生活安全部[44]
- 沖縄県警察本部生活安全部[45]

### サイバー犯罪捜査課
- 神奈川県警察本部生活安全部[46]
- 大阪府警察本部生活安全部[47]

### サイバー捜査課
- 茨城県警察本部生活安全部[48]
- 長野県警察本部生活安全部[49]

### サイバー局
- 埼玉県警察本部生活安全部[50]

### サイバー戦略局
- 宮崎県警察本部生活安全部[51]

### 企画・サイバー警察局
- 徳島県警察本部警務部[52]

### サイバーセキュリティ・捜査高度化センター
- 兵庫県警察本部[53]

### サイバーセンター
- 群馬県警察本部[54]

### サイバー対策本部
- 京都府警察本部[55]
- 静岡県警察本部[56]